# Mesochorus properatus
Mesochorus properatus là một loài tò vò trong họ Ichneumonidae.